# Ballycastle (Severní Irsko)
Ballycastle (irsky Baile an Chaistil) je malé přístavní město v severoirském hrabství Antrim ve Spojeném království. V roce 2008 bylo v Ballycastlu registrováno 5 480 obyvatel, což znamená nárůst o 400 osob ve srovnání s výsledky sčítání lidu v roce 2001. Ballycastle se v roce 2016 umístil na čelní pozici ankety listu The Sunday Times jako nejlepší místo pro život v Severním Irsku.

## Geografie
Ballycastle se nachází na severním pobřeží Irska, v severní části Severního průlivu, oddělujícího Irsko od Skotska.

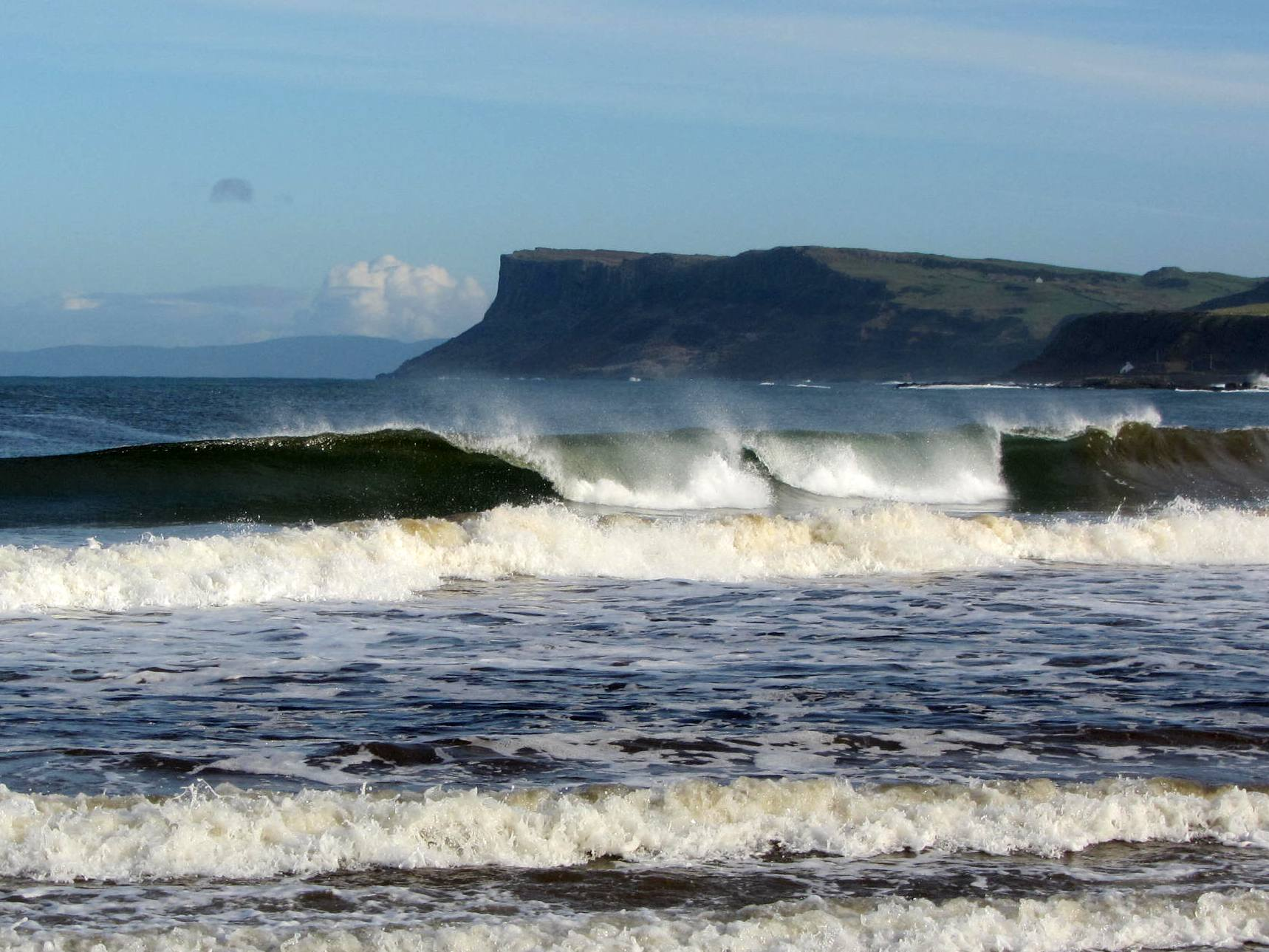
Pobřeží u Ballycastlu a útesy Fair Head

Při východním okraji města protéká řeka Margy, která se zde – zhruba kilometr od soutoku s řekou Glenshesk – vlévá do moře.

Nadmořská výška se ve městě pohybuje od jednotek do několika desítek metrů. Nejvyšším bodem v okolí je 196 metrů vysoký útes Fair Head s kolmou skalní stěnou na konci stejnojmenného mysu, vzdáleného od města směrem na severovýchod přibližně 5 km. 

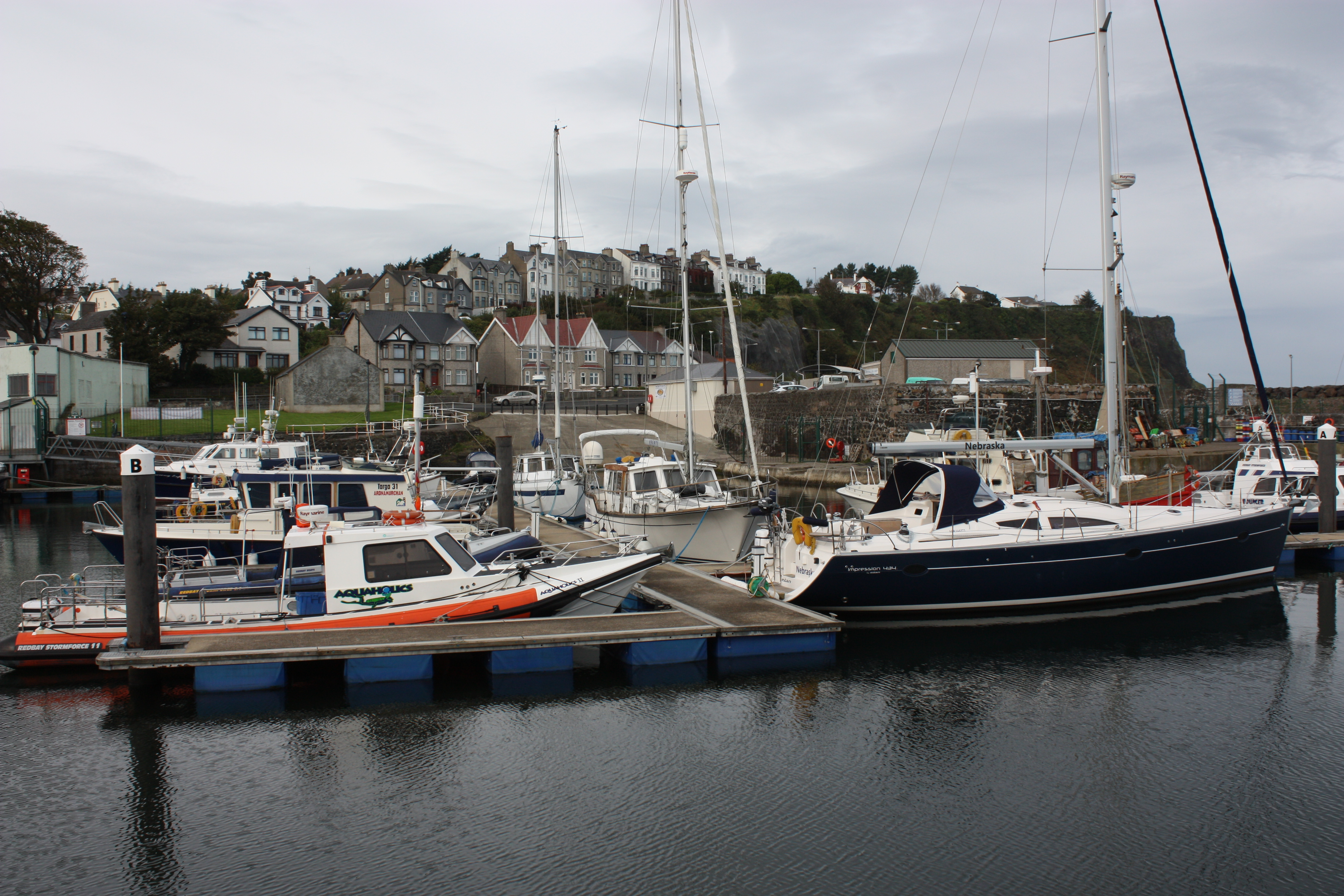
Přístav v Ballycastlu, odkud vyplouvají lodě na ostrov Rathlin

Z hlediska geologického složení se v této oblasti vyskytují jak horniny sopečného původu (doleritové útesy Fair Head), tak i původu sedimentárního (vápencové skály v okolí města a u hradu Kinbane). Zhruba 5 km jižním směrem od Ballycastlu se nachází Knocklayde (516 m n. m.), nejsevernější vrchol hornatiny v oblasti Glens of Antrim.
Město leží v severozápadním výběžku chráněné krajinné oblasti Antrim Coast and Glens AONB (Area of Outstanding Natural Beauty).V pobřežních partiích na severozápadním předměstí tato chráněná oblast hraničí s územím chráněné krajinné oblasti Causeway Coast AONB.

## Historie
Okolí Ballycastlu bylo obydlené již v prehistorických dobách, jak dokazují archeologické nálezy z doby neolitu v Glens of Antrim nebo umělý ostrůvek crannog z doby železné v jezeře Lough na Cranagh na Fair Head.
Na území města býval hrad z časů Johna Móra Tanistera (skotsky Eòin Mòr Tànaiste), t .j. z konce 14. či začátku 15. století. John Mór Tanister, který byl zakladatelem klanu MacDonaldů z Dunyvegu, byl potomkem Johna MacDonalda, pána ostrova Islay, a princezny Margarety Stewart Skotské, dcery krále Roberta II. Skotského. Hrad nechal přestavět v roce 1564 Sorley Boy MacDonnell, o rok později jej však dobyl irský král Shane O'Neill. V roce 1625 zde nechal postavit nový zámek Randal McDonnell, hrabě z Antrimu. Po válečných událostech v 17. století zámek zpustl a jeho pozůstatky byly odstraněny v roce 1856.

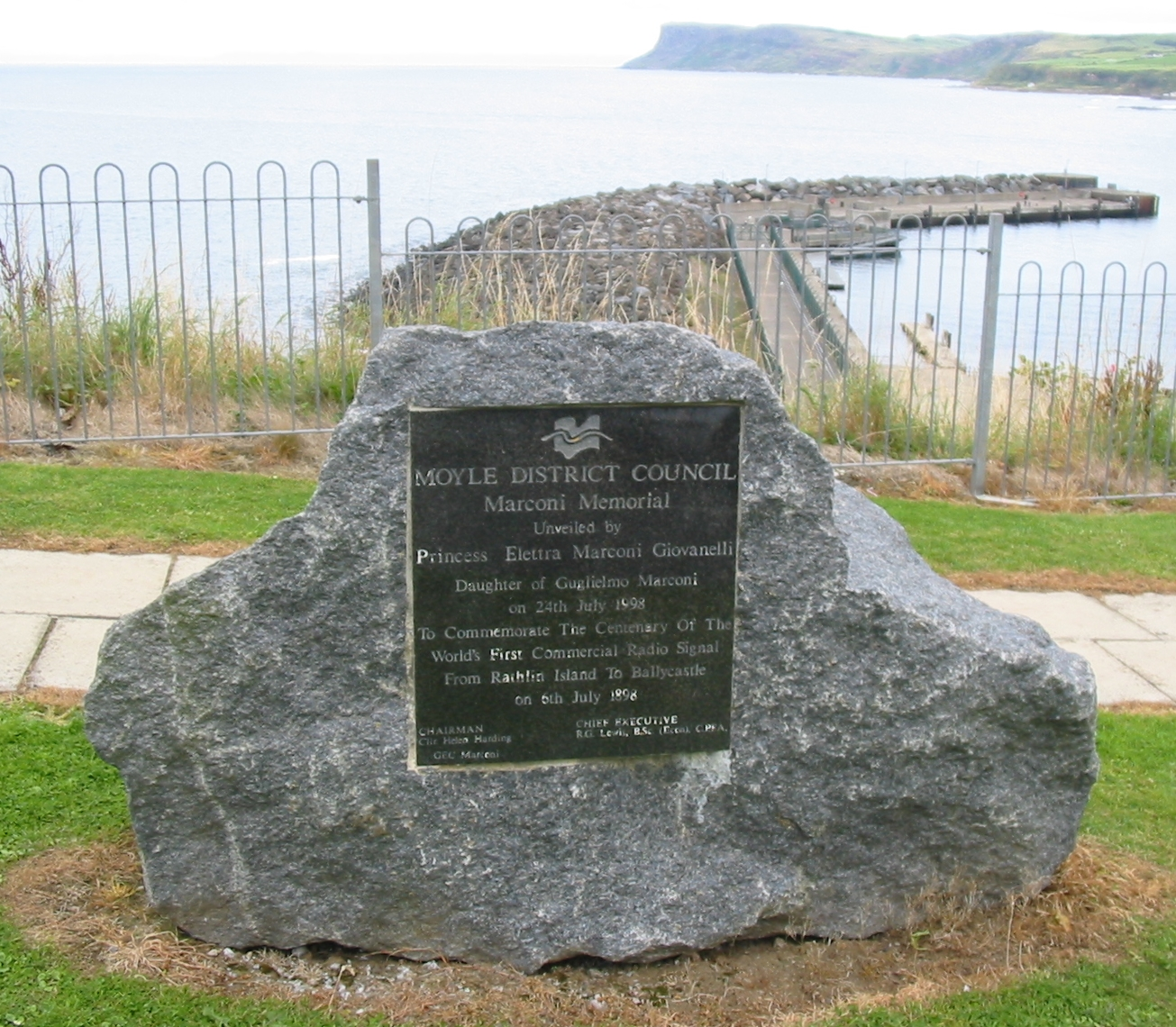
Pomník Marconiho experimentu

Mezi roky 1880 a 1950 byla mezi Ballycastlem a Ballymoney v provozu úzkorozchodná železnice, která v Ballymoney navazovala na železniční trať do Belfastu.

### Guglielmo Marconi
V přístavu se nachází pomník, připomínající první komerční bezdrátový přenos na světě, který zde uskutečnil v srpnu roku 1898 Guglielmo Marconi mezi Ballycastlem a majákem na východním pobřeží ostrova Rathlin.

### The Troubles
V druhé polovině 20. stroletí se Ballycastlu nevyhnuly tzv. The Troubles – konflikty a teroristické útoky, k nimž v té době docházelo v Severním Irsku. Například 26. srpna 1973 byl před římskokatolickým kostelem sv. Patricka sv. Brigidy nastražen vůz s výbušninami tak, aby exploze zasáhla lidi, vycházející po bohoslužbě z kostela. Bohoslužba se naštěstí poněkud protáhla, přesto bylo explozí zraněno 50 osob, z toho 3 těžce. Dne 19. června 1979 příslušníci IRA provedli pět bombových útoků na hotely na severoirském pobřeží, včetně Marine hotelu v Ballycastlu, přičemž jeden tamější host na následky zranění zemřel. Poslední pokus o teroristický útok se v Ballycastlu uskutečnil v roce 2001 během srpnové lidové slavnosti Ould Lammas Fair. Za pokusem o atentát tehdy stála ulsterská loajalistická polovojenská skupina Sbor ulsterských dobrovolníků (Ulster Volunteer Force).

## Ould Lammas Fair
Největším magnetem přímořského lázeňského městečka je historický trh Ould Lammas Fair se 400letou tradicí, který se zde koná již od 17. století vždy poslední pondělí a úterý v měsíci srpnu. Během této slavnosti jsou nabízeny místní speciality, jako jsou medově zbarvené karamely, zvané Yelowman. V nabídce regionálních potravin bývají i jiné sladkosti a další lahůdky, vyrobené z mořských produktů, jako jsou například mořské řasy dulse (Palmaria palmata).